# Institut Català de Paleontologia Miquel Crusafont

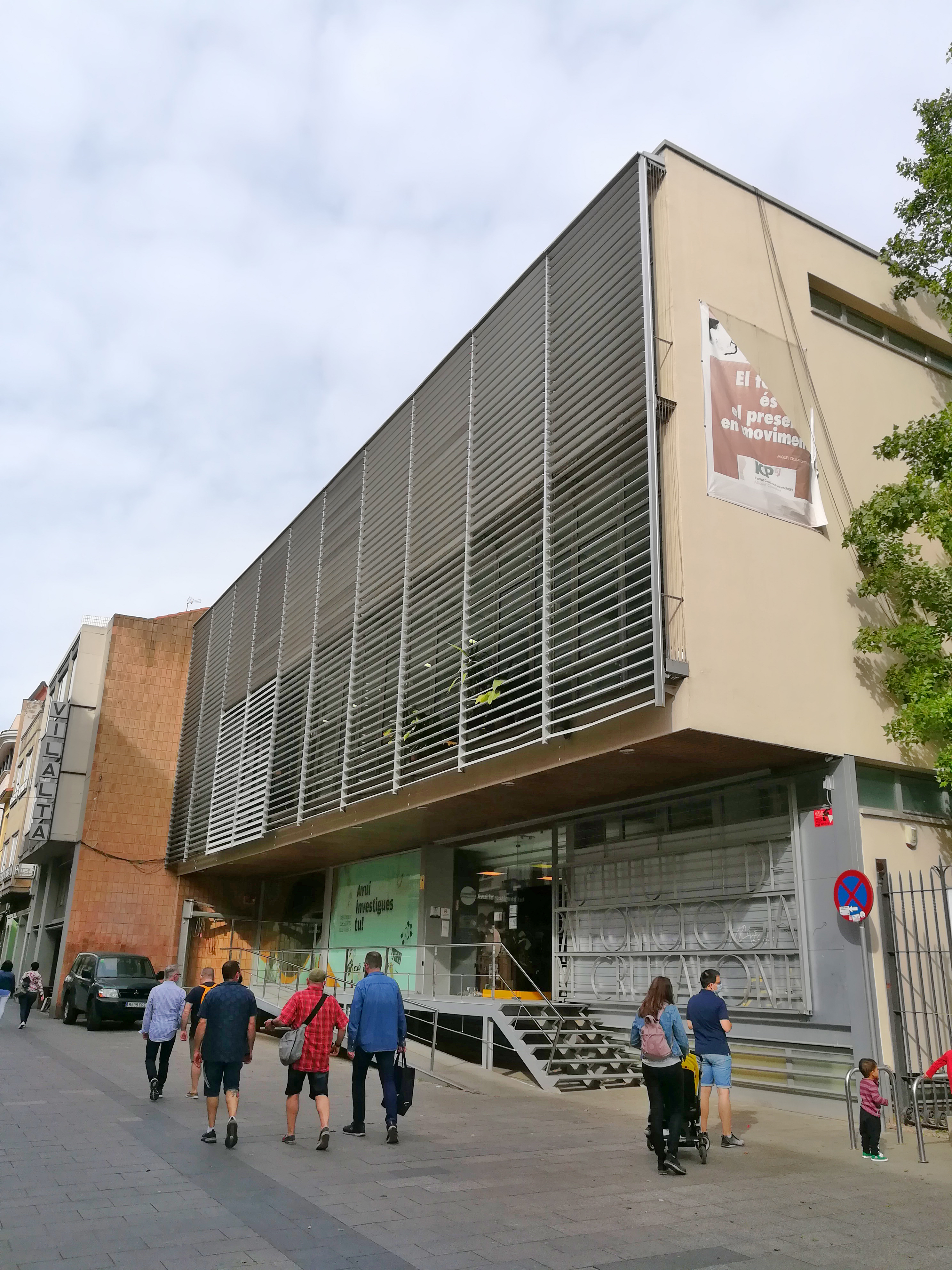
Institut Català de Paleontologia Miquel Crusafont

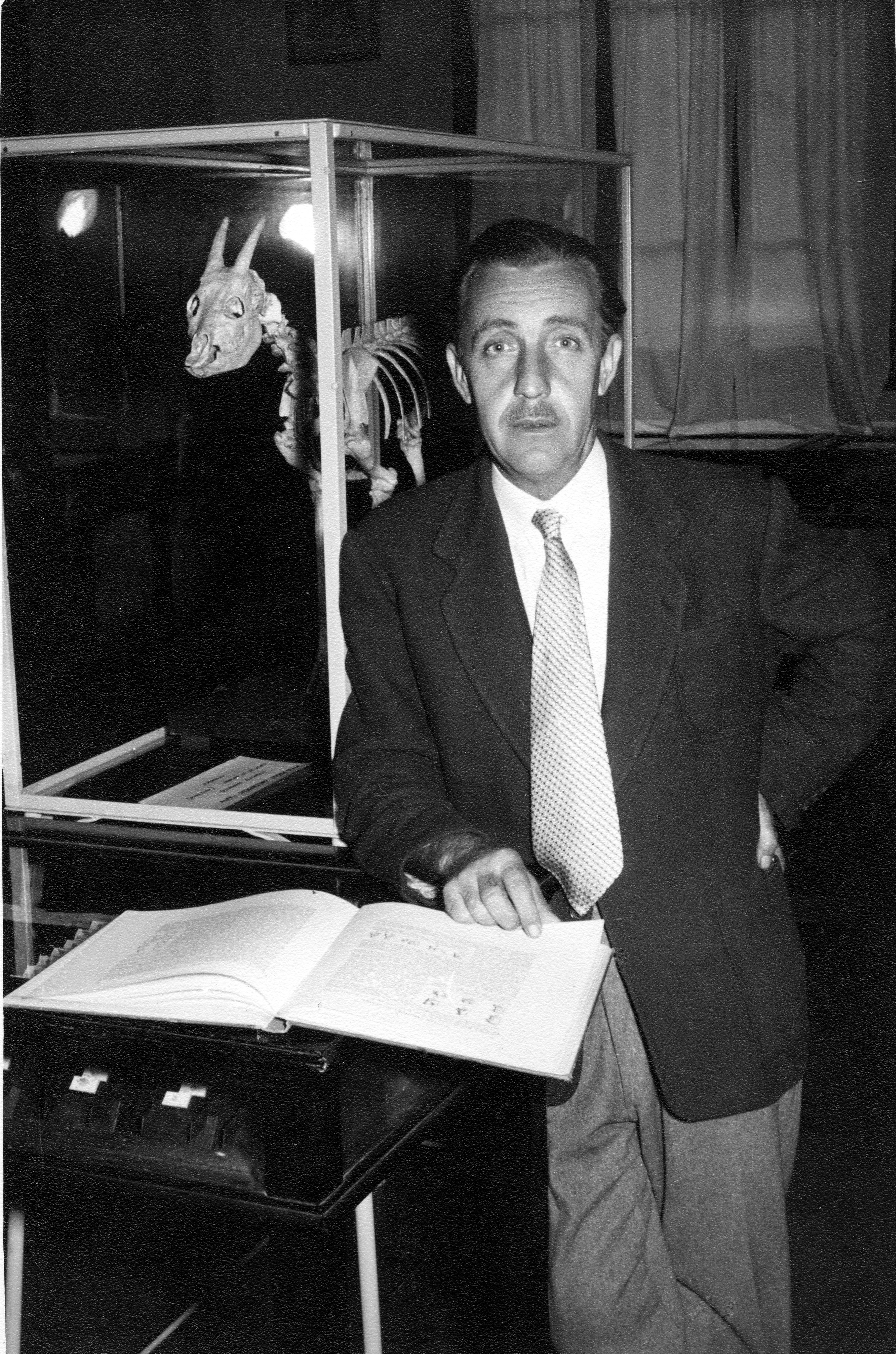
Der Namensgeber des ICP, der katalanische Paläontologe Miquel Crusafont i Pairó

Das Institut Català de Paleontologia Miquel Crusafont, abgekürzt ICP, ist eine im November 2006 von der Generalitat de Catalunya und der Autonomen Universität Barcelona gegründete private Stiftung, die sich der paläontologischen Erforschung der Wirbeltiere und der Primaten Kataloniens widmet. Es hat einen doppelten Sitz zum einen auf dem Campus der Autonomen Universität von Barcelona und zum anderen im Zentrum von Sabadell bei Barcelona. Das Institut führt die Arbeit des 1969 gegründeten Institut de Paleontologia Miquel Crusafont fort und richtet diese neu aus. Das ICP leistet neben der paläontologischen Basisforschung und der Konservierung und wissenschaftlichen Aufarbeitung der katalanischen Funde die Verbreitung von praktischem und theoretischem Wissen zur Paläontologie in ganz Katalonien. Hierzu ist dem Institut ein pädagogisch ausgerichtetes Paläontologie-Museum an seinem Sitz in Sabadell angegliedert. Das Institut ist nach dem katalanischen Paläontologen Miquel Crusafont i Pairó benannt.

## Wissenschaftliche und öffentliche Arbeit
Das ICP vertritt die Auffassung, dass die Paläontologie als Wissenschaft zwischen Biologie und Geologie fundamentale Beiträge zur Evolutionstheorie mit einer klaren Stoßrichtung zu einer Paläobiologie hin beisteuert. Es geht nicht nur darum, Wissen über Dinosaurier, Säugetiere oder die Vorfahren des Menschen vor einigen Millionen Jahren zu generieren und darzustellen. Neben Ausgrabungen, Taxonomie und Beschreibung der Fundstücke – der eigentlichen paläontologischen Basisarbeit – treten neue paläontologische Forschungsarbeiten und -methoden wie die virtuelle Paläontologie, das sind konfokale, nichtinvasive, dreidimensionale Bilder gebende Verfahren der Computer-, Magnetresonanz- und Neutronentomographie. Im Sinne dieses Verständnisses von Paläontologie hat das ICP den Anspruch, Referenzzentrum für Katalonien zu sein. Es bietet allen Institutionen Unterstützung, die Beratung in diesem Feld nachfragen.
Darüber hinaus versteht sich das ICP als Beratungsstelle für die kulturelle Bedeutung der Paläontologie. Die Erklärung und Vermittlung der Bedeutung der Funde hat für das ICP dieselbe Bedeutung wie neue Ausgrabungsprojekte zu starten. Interessierten Personen vermittelt das ICP Kenntnisse der materialen wie konzeptuellen Werkzeuge der Paläontologie. Dies unternimmt das ICP nicht nur mit dem im Institut integrierten Museum, sondern in Zusammenarbeit mit anderen Organisationen durchgeführten Kursen in ganz Katalonien.

## Museum
Insbesondere ist es dem ICP ein Anliegen, auf immer neue Art mit der Jugend zum Thema Paläontologie und Evolution in Kontakt zu kommen. Die Motivation und der Ehrgeiz der Jugend sind die Zukunft des Institutes. Das in das ICP integrierte Museum macht deshalb verschiedene Tätigkeiten im Umfeld der Paläontologie für Kinder und Jugendliche transparent. Neben der Grabungstätigkeit zeigt es beispielsweise auch auf, wie man einen Artikel in einer wissenschaftlichen Fachzeitschrift veröffentlicht. Im Museum selbst sind unter anderem ein Schädel-Replikat des Miozänen Primaten Pierolapithecus catalaunicus sowie Lebendrekonstruktionen desselben und von Dryopithecus laietanus ausgestellt.